# Гуно, Шарль
Шарль Франсуа́ Гуно́ (фр. Charles François Gounod; 17 июня 1818 — 18 октября 1893) — французский композитор, основатель жанра французской лирической оперы, музыкальный критик и мемуарист.

## Биография
17 июня 1818 года в Париже в семье художника Франсуа Луи Гуно и преподавательницы музыки, пианистки Виктории родился сын Шарль Франсуа. В одиннадцать лет мальчика отдали в лицей. За время обучения Шарль солировал в церковном хоре, сочинял музыку, изучал теорию музыки. Желание сочинять усилилось особенно после посещений оперного театра.
В 1838 году Гуно поступает в Парижскую консерваторию, чему предшествует изучение гармонии и контрапункта у Антонина Рейха. Здесь он учился у Фроманталя Галеви, Жан-Франсуа Лесюёра и Фердинандо Паэра, передавших ему отточенную композиторскую технику. И хотя развитие яркого дарования Гуно сковывал академизм, царивший в ту пору в стенах консерватории, некоторые из его ранних сочинений привлекли к себе внимание публики и критиков. Достойны внимания скерцо из симфонии, трёхголосный «Agnus Dei».
В 1839 году Гуно получил Римскую премию за кантату «Фернан», давшую возможность провести на правах стипендиата более двух лет в Италии и некоторое время в Вене и Германии. Разочаровавшись в современном итальянском оперном искусстве, Гуно сосредоточился на изучении старинной культовой музыки, в частности Палестрины.
По возвращении в Париж, в 1843–1848 годах Гуно работал органистом и регентом в церкви Иностранных миссий. В эти годы он сочинял только духовные произведения. В его мировоззрении усилились религиозно-клерикальные умонастроения, он начал помышлять о духовной карьере и посещать проповеди членов доминиканского ордена. В 1847–1848 годах Гуно посещает курс богословия в семинарии Сен-Сюльпис. Одно время живёт в кармелитском монастыре и носит сутану аббата. И все же в результате сложной внутренней борьбы он отказался от намерений принять духовный сан и вернулся к искусству.
Он обращается к опере, так как считает, что только театр даёт возможность композитору каждодневно общаться с публикой. Премьера его первой оперы — «Сафо» — состоялась в 1851 году. Затем последовала опера «Окровавленная монахиня», поставленная в 1854 году. Оба произведения, поставленные в «Гранд Опера», отличаются неровностью, мелодраматизмом, даже вычурностью стиля. Они не имели успеха.
В 1852 году Гуно стал директором Парижского «Орфеона». Это объединение хоровых любительских обществ было самой массовой в ту пору музыкально-просветительской организацией, членами которой были главным образом рабочие Парижа и жители предместий.
Нервно реагируя на окружающую жизнь, Гуно легко поддавался различным идеологическим влияниям, был неустойчив как человек и художник. В 1857 году Гуно был на грани серьёзного душевного заболевания, но в 1860-х годах много, продуктивно работал.
В 1858 году состоялась премьера «Лекаря поневоле» (по Мольеру). Показанная в «Лирическом театре», опера была принята теплее предыдущих. Комический сюжет, реальная обстановка действия, живость характеров пробудили новые стороны таланта Гуно. В полную силу они проявились в следующем произведении. Это был «Фауст», поставленный на сцене того же театра в 1859 году. Не сразу зрители полюбили оперу, осознали её новаторскую сущность. Только через десять лет она попала в «Гранд Опера», причём первоначальные диалоги были заменены речитативами и добавлены балетные сцены. В 1887 году здесь прошёл пятисотый спектакль «Фауста», а в 1894 году праздновалось его тысячное исполнение.
В 1859 году Гуно написал мотет Ave Maria, основой для которого послужила 1-я прелюдия до-мажор из сборника ХТК И. С. Баха. Мотет, когда был окончательно оформлен в завершенное произведение для сопрано, оркестра, органа и клавира, имел невероятный успех. И остаётся популярнейшим музыкальным сочинением Ave Maria Баха-Гуно.
В начале 1860-х годов Гуно сочинил две комические оперы — «Филемон и Бавкида» и «Голубка», а также «Царицу Савскую» (1862) и «Мириэль»(1864).
Последнее значительное художественное достижение Гуно — опера «Ромео и Джульетта». Её премьера состоялась в 1867 году и ознаменовалась большим успехом — в течение двух лет состоялось девяносто спектаклей.
Написав ряд неудачных опер (в том числе «Полиевкт», 1878 год), он отошёл от музыкального театра, предпочтя ему духовную музыку. Среди его последних крупных сочинений — две оратории: «Искупление» (1881), «Смерть и жизнь» (1884). В это время Гуно занимается литературно-критической деятельностью.
Последние годы жизни Гуно провёл в Сен-Клу под Парижем, занимаясь с молодым композитором А. Бюссе.
Шарль Гуно умер 18 октября 1893 года в Сен-Клу. Похоронен на парижском кладбище Отой.

## Память
- В честь оперы Гуно «Мирей» назван астероид (594) Мирайлль, открытый в 1906 году.
- В 1897 году в парижском парке Монсо был установлен памятник Гуно работы Антонена Мерсье[7].

## Музыкальные примеры
| Marche Pontificale (Папский Марш) Adopted as the official anthem of the Pope, the Holy See and the Vatican City State |

## Публикации текстов
Издания на русском языке
- Гуно Ш. Записки артиста / Шарль Гуно ; пер. с фр. А. В. Оссовского. — СПб. : Рус. муз. газ., 1904. — [2], 130 с. : 1 л. фронт. (портр.), 2 л. портр.
- Гуно Ш. Воспоминания артиста / Ш. Гуно; перевод М. П. Волконского; вступ. статья и примеч. Б. В. Левика. — М. : Музгиз, 1962. — 119 с.